# 슈팅 독스
슈팅 독스(Shooting Dogs)는 영국, 독일에서 제작된 마이클 카튼-존스 감독의 2005년 드라마 영화이다. 존 허트 등이 주연으로 출연하였고 피파 크로스 등이 제작에 참여하였다.

## 출연

### 주연
- 존 허트
- 클레어-호프 애슐리
- 휴 댄시

### 조연
- 도미니크 호위츠
- 수잔 넬워가
- 스티브 토어세인트

## 제작진
- Line PD: 앤드류 우드
- 의상: 다이나 콜린
- 배역: 엔자 디아베그
- 배역: 카렌 린제이 스튜어트

## 같이 보기
- 르완다 집단학살